# Белдеутас
Белдеутас (каз. Белдеутас) — село в Каркаралинском районе Карагандинской области Казахстана. Входит в состав Аманжоловского сельского округа. Код КАТО — 354837400.

## Население
В 1999 году население села составляло 271 человек (149 мужчин и 122 женщины). По данным переписи 2009 года, в селе проживало 198 человек (110 мужчин и 88 женщин).